# Tabela ognia
Tabela ognia – dokument bojowy sporządzony w podododdziałach i oddziałach artylerii w toku planowania ognia. 
Zawiera czas i sposób wykonania ognia, zadania ogniowe, numery celów lub odcinków, ich współrzędne, wymiary, zużycie amunicji do każdego celu, zużycie amunicji do ogniowego przygotowania natarcia i ogniowego wsparcia natarcia.